# Ayşe Kulinová
Ayşe Kulinová (nepřechýleně Ayşe Kulin, * 1941, Istanbul) je turecká novinářka a spisovatelka.

## Životopis
Vyrůstala v úřednické rodině turecké elity. Otec, Muhittin Kulin, byl Bosňák a matka Sitare Hanım, Čerkeska. Hlásili se k tradičnímu osmanskému kodexu chování.
Navštěvovala střední školu v Istanbulu a studovala literaturu na American College for Girls v Istanbulu – Arnavutköy. Během prvního vojenského převratu dne 27. května 1960 byla politicky aktivní. Od 80. let pracovala jako redaktorka a reportérka pro několik tureckých novin a časopisů a jako producentka pro televizi, reklamy a celovečerní filmy.

## Publikační činnost
Vydala více než patnáct knih, z nichž čtyři byly přeloženy do angličtiny. Získala různé turecké literární ceny. Za autobiografický román Adı Aylin byla roku 1997 vybrána Istanbulskou univerzitou za Autora roku. V románu Bir Gün se zaměřuje na kurdskou otázku. Roku 2007 byla jmenována čestným velvyslancem UNICEF.

### České překlady z turečtiny
- Poslední vlak do Istanbulu (orig. 'Nefes nefese'). 1. vyd. Brno: Host, 2016. 373 S. Překlad: Tomáš Láně